# Rudolf Bergius
Rudolf Johannes Wilhelm Bergius (* 22. April 1914 in Carlshof; † 9. März 2004 in Starnberg) war ein deutscher Psychologe.

## Leben
Bergius wurde als Sohn eines Pfarrers in Ostpreußen geboren. Er wuchs als Waise in Bitterfeld auf. Nach dem Abitur begann er ein Theologiestudium an der Martin-Luther-Universität Halle-Wittenberg. Durch Adhémar Gelb kam er mit der Psychologie in Kontakt; er studierte allerdings Germanistik und Anglistik. Von 1935 bis 1937 leistete er Arbeits- und Wehrdienst. Bergius nahm danach sein Studium an der Friedrich-Wilhelms-Universität zu Berlin wieder auf. Er war in dieser Zeit befreundet mit dem indischen Psychologiestudenten Kripal Singh Sodhi, der seit 1937 in Berlin lebte. 1939 legte er das Rigorosum zur Promotion (Die Ablenkung von der Arbeit durch Lärm und Musik und ihre strukturtypologischen Zusammenhänge) bei Hans Keller ab; Zweitgutachter war Eduard Spranger. Im Zweiten Weltkrieg leistete er Kriegsdienst (ab 1939), absolvierte er die Prüfung für das Höhere Lehramt (1940) und geriet schließlich in amerikanische Kriegsgefangenschaft.
Von 1945 bis 1950 übte er eine praktisch-psychologische Tätigkeit in Halle (Saale) (Ministerium für Arbeit und Sozialfürsorge) und Merseburg (Hauptfürsorgestelle) aus. 1950 flüchtete er aus der DDR und wurde Assistent von Oswald Kroh am Institut für Psychologie der FU Berlin. 1954/55 habilitierte er sich an der Philosophischen Fakultät mit der Arbeit Formen des Zukunftserlebens. 1956 wurde er Privatdozent.
Es folgte die Berufung nach München, zunächst als außerplanmäßiger, dann als planmäßiger außerordentlicher und ab 1963 als ordentlicher Professor. Von 1965 bis 1979 lehrte er an der Eberhard Karls Universität Tübingen. Er forschte u. a. auf den Gebieten Vorurteilsforschung, Wahrnehmungs-, Entwicklungs- und Friedenspsychologie. Zu seinen akademischen Schülern gehörte u. a. Paul Klein.
1986 wurde er wegen seiner Leistungen im Bereich der Allgemeinen Psychologie und der Sozialpsychologie Ehrenmitglied der Deutschen Gesellschaft für Psychologie, deren Vorsitzender er von 1966 bis 1968 war.

## Schriften (Auswahl)
- mit Kripal Singh Sodhi: Nationale Vorurteile. Eine sozialpsychologische Untersuchung an 881 Personen (= Forschungen zur Sozialpsychologie und Ethnologie. Bd. 1). Duncker & Humblot, Berlin 1953.
- Formen des Zukunftserlebens. Eine experimentelle Untersuchung zur Motivations- und Denkpsychologie. J. A. Barth, München 1957.
- Allgemeine Psychologie, Hogrefe, Göttingen 1964 (Handbuch der Psychologie, Band 1).
- Psychologie des Lernens. Einführung in die moderne Forschung. Kohlhammer, Stuttgart u. a. 1971.
- Sozialpsychologie (= Kritische Wissenschaft). Hoffmann und Campe, Hamburg 1976, ISBN 3-455-09203-9.